# Słupia-Folwark
Słupia-Folwark est une localité polonaise de la gmina de Słupia, située dans le powiat de Skierniewice en voïvodie de Łódź.